# ジェシー・L・ラスキー
ジェシー・ルイス・ラスキー（Jesse Louis Lasky、1880年9月1日 - 1958年1月13日）は、アメリカ合衆国の初期の先駆的な映画プロデューサー。アドルフ・ズーカーとともにパラマウント映画創設の中心人物となり、長じて脚本家となったジェシー・L・ラスキー・ジュニアの父であった。

## 生い立ち
カリフォルニア州サンフランシスコのユダヤ人家庭に生まれ、様々な職業を経験した後、ヴォードヴィルの演者となり、やがて映画に関わるようになった。

## 経歴

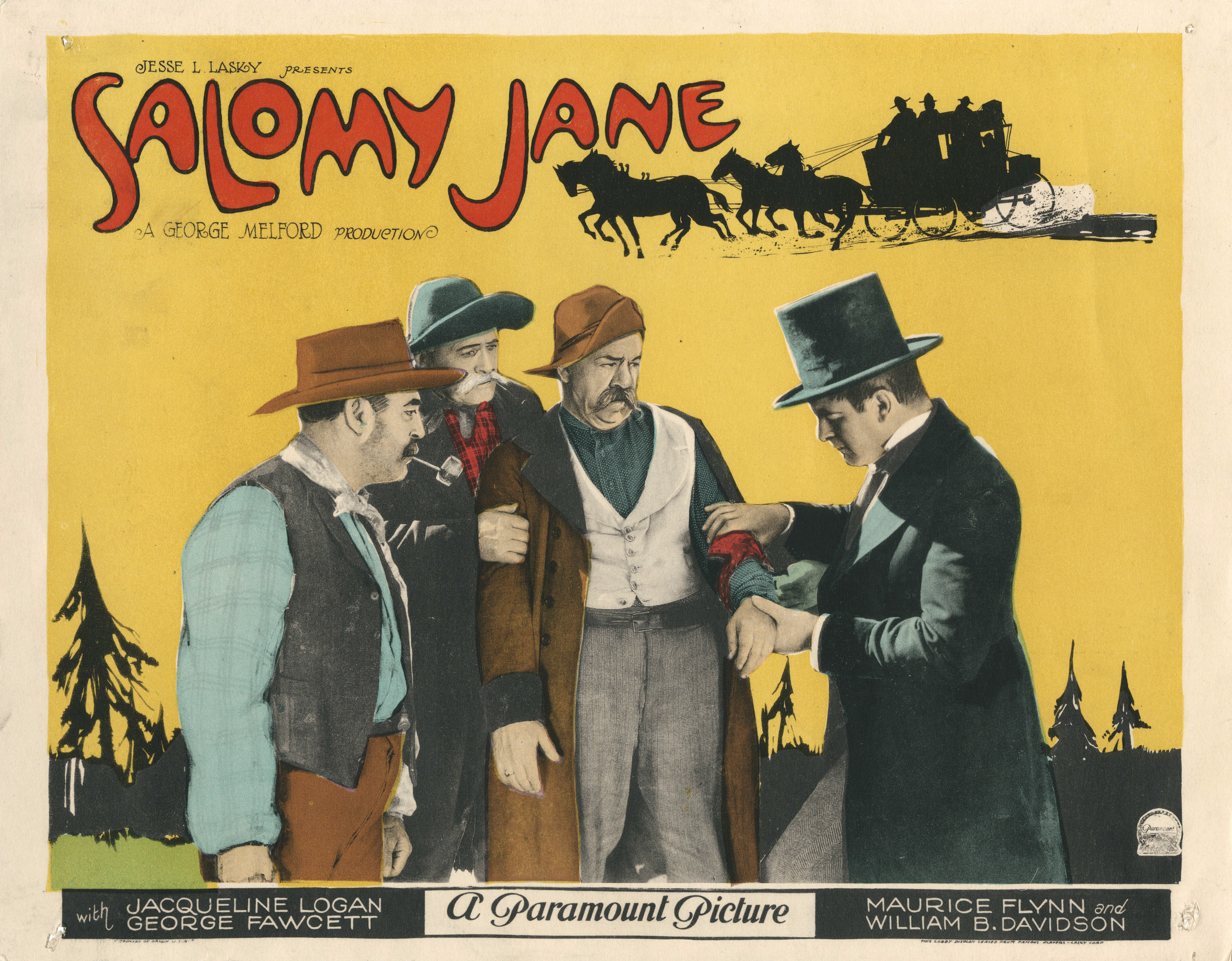
ジェシー・ラスキーがプロデューサーを務めたサイレント映画の西部劇『夕陽の山路（Salomy Jane）』（1923）のロビーカード。

1911年、ラスキーはブロードウェイで2本のミュージカル作品、『Hello, Paris』と『A La Broadway』のプロデューサーを務めた。当時、ベアトリス・デミルもブロードウェイで演劇のプロデュースにあたっており、彼女はラスキーを、自分の息子であるセシル・B・デミルに紹介した。彼らは1913年には映画界に飛び込んだ。ラスキーの妹ブランシェ (Blanche) は、サミュエル・ゴールドウィンと1913年に結婚し、ラスキーとゴールドウィンは、セシル・B・デミル、オスカー・アプフェルと組んで、ジェシー・L・ラスキー・フィーチャー・プレイ・カンパニー (Jesse L. Lasky Feature Play Company) を結成した。資金には限りがあったので、彼らはロサンゼルス近郊で納屋を借り、ハリウッドで製作された最初のフィーチャー映画作品となったデミル監督『スコウ・マン  (The Squaw Man)』を製作した。この時に使用された納屋は、後にラスキー＝デミル ・バーンと称されるようになり、ハリウッド・ヘリテージ博物館 (Hollywood Heritage Museum) が設けられた。1916年、彼らの会社は、アドルフ・ズーカーのフェイマス・プレイヤーズ・フィルム・カンパニーと合併して、フェイマス・プレイヤーズ＝ラスキーが創設された。
1920年、フェイマス・プレイヤーズ＝ラスキーは、新たに大規模なスタジオをニューヨークのアストリア地区に建設し、後にこれはカウフマン・アストリア・スタジオとして知られるようになった。1924年に社名をパラマウント・フェイマス・ラスキー（Paramount Famous-Lasky Corporations）に変更。1927年、ラスキーは映画芸術科学アカデミーを創設した36人の共同創設者のひとりとなった。
世界恐慌のあおりを受けて、映画産業界の中でも財政上の諸問題が起こり、パラマウント・フェイマス・ラスキーも1933年には管財人の管理下に置かれた。次いでラスキーは、メアリー・ピックフォードと組んで、数年のうちに何本もの映画を撮ったが、この関係はピックフォードの側から解消された。次いでラスキーは、大手スタジオでプロデューサーとして働くようになったが、1945年には自らの制作会社を立ち上げた。1951年には、ラスキーが最後に手掛けた作品が製作され、1957年には自伝『I Blow My Own Horn』が発表された。

## 死
ジェシー・ルイス・ラスキーは77歳で、心臓発作のため、ビバリーヒルズで死去した。ラスキーは、ハリウッドのパラマウント・スタジオ (Paramount Studios) に近い、ハリウッド・フォーエヴァー墓地に埋葬された。

## 遺されたもの
ラスキーは、映画産業への貢献に対して、ハリウッド・ウォーク・オブ・フェームに星が与えられており、ハリウッド大通り6422番地に彼の星がある。ビバリーヒルズのラスキー・ドライブ (Lasky Drive) は、彼を讃えて命名されたものである。